# کودائیرا ۶۵۰۰
سیارک ۶۵۰۰ (به انگلیسی: 6500 Kodaira، نامگذاری:1993ET) شش هزار و پانصدمین سیارک کشف شده‌است که در ۱۵ مارس ۱۹۹۳ کشف شد.
قدر مطلق سیارک برابر ۱۲٫۵۰ است.